# Lekamaña
Lekamaña est une commune ou contrée de la municipalité d'Amurrio dans la province d'Alava dans la Communauté autonome basque.

## Référence
1. ↑  Officiellement « Lekamaña » Euskal Herriko leku 2012-07-25 (Site d'Euskaltzaindia ou Académie de la langue basque)